# Michał Popiel
Michał Popiel (ur. 1 grudnia 1816 w Kulczycach, zm. 14 października 1903 w Czerchawie)  – ziemianin, polityk demokratyczny, spiskowiec, burmistrz Sambora, poseł na Sejm Ustawodawczy w Kromieryżu i na Sejm Krajowy Galicji.

## Życiorys
Był synem Andrzeja, szlachcica, właściciela części dóbr Kulczyce pod Samborem, obrządku unickiego, walczącego w 1809 roku w wojskach polskich i jego żony Teodozji.
Uczęszczał do gimnazjum w Samborze i jako uczeń zawiązał w 1836 z kolegami tajny związek powiązany ze Stowarzyszeniem Ludu Polskiego. Do organizacji należeli wyłącznie uczniowie Rusini. Napisał wiersz Rusyn na praznyku w którym wzywał do wspólnej walki z Niemcami o niepodległość Polski i wyzwolenie ludu wiejskiego. Po wykryciu spisku w lutym 1837 skazany na śmierć, po apelacji zamieniono karę na pobyt w Spilberku w Brnie na Morawach. Zwolniony w sierpniu 1843 pracował jako nauczyciel domowy u Rozwadowskich w Stronibabach pod Złoczowem. Brał udział w przygotowaniach powstańczych w 1846, ujęty w Starym Samborze przesiedział kilka miesięcy w więzieniu.
Aktywny politycznie w okresie Wiosny Ludów. Od wiosny 1848 działał w ramach Soboru Ruskiego we Lwowie, następnie członek Rady Narodowej w Samborze i organizator Gwardii Narodowej w tym mieście. Poseł do Sejmu Konstytucyjnego w Wiedniu i Kromieryżu (10 lipca 1848 – 7 marca 1849), wybrany w galicyjskim okręgu wyborczym Stara Sól. W parlamencie należał do „Stowarzyszenia” skupiającego demokratycznych posłów polskich. Współpracował ściśle z Julianem Goslarem. Opowiadał się za pełnym uwłaszczeniem chłopów i przeciw indemnizowaniu ziemian za utraconą pańszczyznę, oraz likwidacją przysługujących chłopom serwitutów. Jako reprezentant Rusinów był obrany do komisji mającej opracować ustawę gminną.
W 1853 osiadł na stałe do Sambora podejmując pracę w kancelarii Magistratu. W 1861 roku wybrany na burmistrza Sambora pełnił tę funkcję do 1867 roku. Zasiadał w latach 1867-1873 i ponownie od 1879 do 1890 w samborskiej Radzie Powiatowej. Przewodniczył także Towarzystwu Zaliczkowemu Wzajemnemu w Samborze, oraz zasiadał w zarządzie „Funduszu im. Elżbiety” dla wspomagania zubożałych rzemieślników.  
Poseł do Sejmu Krajowego Galicji II, III i IV kadencji (1867–1882), kurii III (gmin wiejskich) z okręgu wyborczego nr 13 Sambor. Zabierał głos w sejmie w sprawach drogowych, ubezpieczeniowych, szpitalnych. Około 1894 zaprzestał działalności politycznej i osiadł w swoim majątku Czerchawie. 

## Odznaczenia
Odznaczony austro-węgierskim Złotym Krzyżem Zasługi z Koroną